# Tachina pudibunda
Tachina pudibunda là một loài ruồi trong họ Tachinidae.